# Andrés Arroyo
Andrés Juan Arroyo Romero, noto semplicemente come Andrés Arroyo (Montería, 20 gennaio 2002), è un calciatore colombiano, centrocampista del Deportes Tolima in prestito dall'Īraklīs.

## Caratteristiche tecniche
È un esterno destro.

## Carriera
Cresciuto nel settore giovanile del Deportivo Cali, dove è approdato nel 2016, ha debuttato in prima squadra l'8 marzo 2019 in occasione dell'incontro di Categoría Primera A vinto 3-0 contro i Patriotas Boyacá. Ha trovato la sua prima rete il 30 agosto seguente, segnando al 92' il gol del definitivo 2-1 contro l'Atlético Junior nel match di Copa Colombia.

## Statistiche
Statistiche aggiornate al 19 ottobre 2020.

### Presenze e reti nei club
| Stagione        | Squadra         | Campionato      | Campionato | Campionato | Coppe nazionali | Coppe nazionali | Coppe nazionali | Coppe continentali | Coppe continentali | Coppe continentali | Altre coppe | Altre coppe | Altre coppe | Totale | Totale | Totale |
| Stagione        | Squadra         | Comp            | Pres       | Reti       | Comp            | Pres            | Reti            | Comp               | Pres               | Reti               | Comp        | Pres        | Reti        | Pres   | Reti   |        |
| --------------- | --------------- | --------------- | ---------- | ---------- | --------------- | --------------- | --------------- | ------------------ | ------------------ | ------------------ | ----------- | ----------- | ----------- | ------ | ------ | ------ |
| 2019            | Deportivo Cali  | A               | 17         | 2          | CC              | 6               | 1               |                    | -                  | -                  |             | -           | -           | 23     | 3      |        |
| 2020            | Deportivo Cali  | A               | 8          | 0          | CC              | 0               | 0               | CS                 | 1                  | 0                  |             | -           | -           | 9      | 0      |        |
| Totale carriera | Totale carriera | Totale carriera | 25         | 2          |                 | 6               | 1               |                    | 1                  | 0                  |             | -           | -           | 32     | 3      |        |